# Kelen Coleman
Kelen Coleman (Nashville, 19 aprile 1984) è un'attrice statunitense.

## Filmografia

### Cinema
- Fired Up! - Ragazzi pon pon (Fired Up!), regia di Will Gluck (2009)
- Un microfono per due (The Marc Pease Experience), regia di Todd Louiso (2009)
- A True Story. Based on Things That Never Actually Happened. ...And Some That Did (2010)
- Children of the Corn: Genesis, regia di Joel Soisson (2011)
- Dorfman (2011)
- Cassadaga, regia di Anthony DiBlasi (2011)
- Boats Against the Current (2012)
- The Night Is Young (2015)
- Stereotypically You (2015)
- Dirty 30, regia di Andrew Bush (2016)
- Flock of Dudes, regia di Bob Castrone (2016)
- Autobiografia di un finto assassino (True Memoirs of an International Assassin), regia di Jeff Wadlow (2016)

### Televisione
- CSI: NY – serie TV, episodio 4x18 (2008)
- The Big D – film TV (2009)
- The Office – serie TV, 4 episodi (2009-2010)
- Playing with Guns – film TV (2010)
- 100 Questions – serie TV, episodio 1x2 (2010)
- The Newsroom – serie TV, 7 episodi (2012-2013)
- The Mindy Project – serie TV, 5 episodi (2012-2013)
- Hart of Dixie – serie TV, episodi 2x05 e 2x06 (2012)
- Rizzoli & Isles – serie TV, episodio 3x12 (2012)
- CollegeHumor Originals – serie TV, 3 episodi (2013)
- Super Fun Night – serie TV, episodio 1x8 (2013)
- Betas – serie Web, episodio 1x6 (2013)
- Men at Work – serie TV, 4 episodi (2014)
- Californication – serie TV, episodio 7x12 (2014)
- Scandal – serie TV, episodio 4x1 (2014)
- The McCarthys – serie TV, 15 episodi (2014-2015)
- Hot in Cleveland – serie TV, episodio 6x17 (2015)
- Young & Hungry - Cuori in cucina - serie TV, 2 episodi (2016)
- The Great Indoors – serie TV, episodio 1x14 (2017)
- Big Little Lies - Piccole grandi bugie – serie TV, 10 episodi (2017-)
- Me, Myself & I – serie TV, 10 episodi (2017-)
- The 5th Quarter - serie TV, episodio 3x08 (2018)
- Stream of Many Eyes - film TV (2018)
- The Ranch - serie TV, episodio 3x02 (2018)

### Doppiatrice
- BoJack Horseman - serie TV, 2 episodi (2014-2017) - Zoë / Zelda
- I Griffin – serie TV, episodio 15x3 (2016)

## Doppiatrici italiane
Nelle versioni in italiano delle opere in cui ha recitato, Kelen Coleman è stata doppiata da:
- Gemma Donati ne Le regole del delitto perfetto, Me, Myself & I
- Paola Majano in Big Little Lies - Piccole grandi bugie
- Federica De Bortoli in Autobiografia di un finto assassino
- Chiara Gioncardi in Hart of Dixie
- Rachele Paolelli in Magnum P.I.